# فندق كوبر كوين

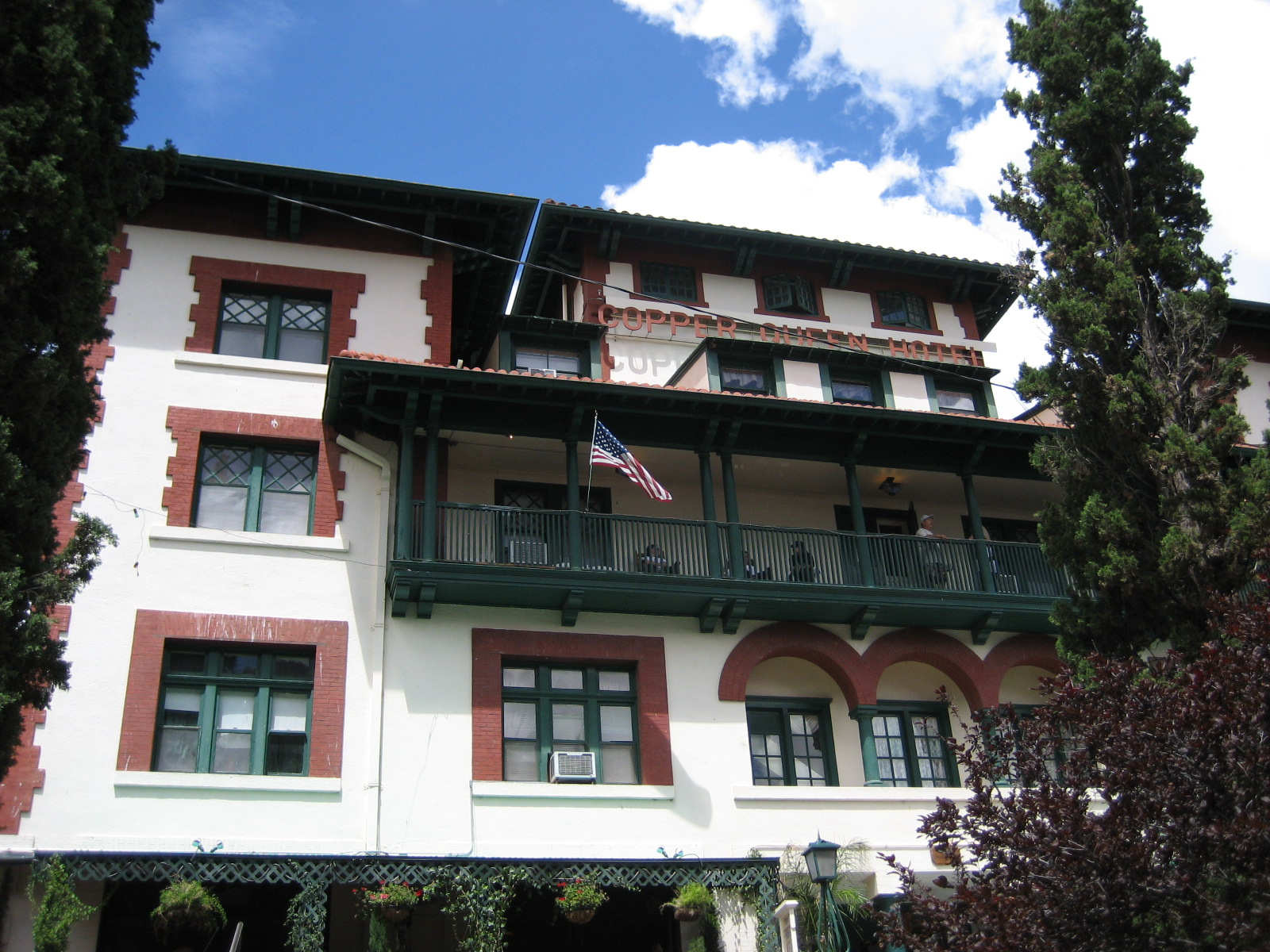

فندق كوبر كوين هو فندق تاريخي يقع في بيسبي، أريزونا.
يحمل ميزة بأنهالفندق الذي استمر العمل عليه لأطول فترة في أريزونا، تم تشيد كوبر كوين من عام 1898حتى عام 1902 من قبل شركة فيلبس دودج ليكون بمثابة مسكن للمستثمرين وكبار الشخصيات الزائرة لمنجم النحاس القريب.

## التلفاز
يَزعم بأن فندق كوبر كوين مسكون، وقد ظهر في اثنين على الأقل من برامج التحقيق بالخوارق؛ الموسم الثالث من صيادوا الأشباح والموسم السادس من مغامرات الأشباح.
ولعل الشبح الأكثر شهرةً هو لامرأة في الثلاثينات من عمرها واسمها جوليا لويل. يقال بأنها كانت عاهرة وأنها كانت تستخدم الفندق لها ولزبائنها. وقد وقعت في حب أحد زبائنها بجنون وعندما أخبرته بهذا لم يعد يرغب في رؤيتها مرةً أخرى. فقامت بالانتحار في الفندق. يقول الضيوف والموظفين في الفندق أنهم يشعرون بوجودها في الطابقين الثاني والثالث للجانب الغربي من المبنى. وقد أفاد الموظفين والضيوف الذكور سماع صوت أنثوي يهمس في آذانهم. وذكر آخرون أيضاً رؤيتها ترقص بشكل استفزازي عند أسفل الدرج.
كان الفندق هدفاً لإنقاذ المنتجع على قناة السفر. وقد عرض بشكل غريب عاريةً في حالة سكر في منتصف النهار تركض حول الفندق.